# ドナルドランド
『ドナルドランド』は、データイーストから1988年1月29日に発売されたファミリーコンピュータ用ゲームソフト。

## 概要
ファストフードチェーン店マクドナルドのイメージキャラクター「ドナルド」が主人公のアクションゲームである。
悪魔軍団グモン一族に支配されてしまったドナルドランドを平和にするのが目的。ドナルド以外のほとんどの仲間が連れ去られ、さらに動物達も凶暴化している。
ゲームシステムは、ライフ+残機制であり、ドナルドはりんご爆弾を放物線を描くように投げる。りんご爆弾には乗ることができる。敵と接触するともみあいとなり、敵にダメージを与える代わりにライフが一つ減る。
ステージ各所にはハンバーガーのパネルがあり、ステージクリア後に集めたパネルを消費してパワーアップやライフアップ、1UPが可能になる。また、パネルを使用してマクドナルドの商品を買うことによって、ミニゲームにチャレンジすることができる。

## 設定

### ストーリー
平和な国であるドナルドランドがある日、恐ろしい悪魔軍団のグモン一族に襲われた。 
凶悪なグモン一族はドナルドランドに魔法をかけ、人々を封じ込めてしまった。また、動物たちは乱暴ものに姿を変えられ、自然に囲まれた平和の国であるドナルドランドは、暗黒の国へと変貌した。 
ドナルドは、魔物たちを退治し、美しい自然を取り戻すため、人々に笑顔を取り戻すため、リンゴ爆弾を手に悪魔軍団へと立ち向かった。 

### ステージ構成
ワールド1 - HOME TOWN WORLD
ドナルドの故郷で、メイヤーチーズマックに全てを託される。
ワールド2 - LAKE SIDE WORLD
森深い中にある湖を渡りながら進む、奥には次ステージへの扉がある。
ワールド3 - FOREST WORLD
森と言うより空中庭園の様相でアスレチック要素が強い、奥にはこの地に祀られている像が待つ。
ワールド4 - SKY WORLD
空中に浮かぶ城の敷地内を進む、最後は城の内部で城主であるボスと対決する。
ワールド5 - OASIS WORLD
砂漠のオアシスの街でアスレチック要素は少ない。奥の宮殿は地下洞窟に続いている。
ワールド6 - CAVE WORLD
ジメジメした地下洞窟と氷の洞窟で構成されている。氷の洞窟は非常に滑りやすい。
ワールド7 - POND WORLD
港町に続く幻想的な森、敵を足場として利用していかないと先へ進めない。
ワールド8 - HARBOR WORLD
港町でアスレチック要素が少なく敵の攻撃も激しくない。
ワールド9 - OCEAN WORLD
前ステージの最後で飛び込み水中を進んで海底深く沈む沈没船を目指す。
ワールド10 - GHOST TOWN WORLD
グモン一族の襲撃のせいか、無人の街並みを進んでいく。ここは転落の危険が全くない。
ワールド11 - DARK FOREST WORLD
本拠地すぐ目の前に広がる森のため全体的に不気味な雰囲気が漂い、道中の足場も良くない。
ワールド12 - CASTLE WORLD
グモンが住む魔法の城。無限ループや隠し部屋など、正解ルートを理解していないとタイムアウトする。ボスは3回出てくる。

## アイテム
ステージ中で取得できるものとバーガーショップ利用後のゲーム、アイテムショップで有料で取得できる物がある。
ハンバーガーコイン
ハンバーガーの付いたプレートで最大99個まで貯められる。バーガー・アイテムショップで使用可能。
ボンブ
リンゴ爆弾のマークがついたプレート。爆弾が2連射可能になるが、ダメージを受けると連射出来なくなる。
ハート
ハートマークの付いたプレート。ライフを一つ回復させ、最大5つまでライフを伸ばせる。
ドナルド
ドナルドが描かれたプレート。取ると残り人数を一つ増やせる。取りにくい所に置いてある事が多い。
ヘルメット
一定時間無敵になれる、道中2か所にしか置いておらず、ステージ上以外での入手は不可能。
マジョリータの帽子
ステージ10のみ入手可能、後述するマジョリータを上から踏みつけると入手出来てヘルメットと同じ効果。

## キャラクター

### 味方キャラ
当時ですらかなり知名度の低いキャラクターが登場している。
ドナルド・マクドナルド
主人公。リンゴ爆弾が武器。デモ画面等ではシャボン玉を飛ばす。
メイヤーチーズマック
チーズバーガーのイメージキャラクター。ドナルドランド市長。唯一グモンの魔の手から逃れた。
バーディ
ブレックファースト（朝マック）のイメージキャラクター。3面のボスの体内で監禁されている。
フライガイ
フライドポテトのイメージキャラクター。5面のボスの宮殿で監禁されている。
グリマス
マックシェイクのイメージキャラクター。6面のボスに囚われており倒すと救出できる。
キャプテン・クロック
8面のボスは偽者で本物は9面で助けられる。
ビッグマックポリス
ビッグマックのイメージキャラクター。10面で助けられる。
ハンバーグラー
ハンバーガーのイメージキャラクター。12面（最後面）に囚われており、偽者が襲ってくる。
プロフェッサー
かなり知名度の低いキャラクター。エンディングに登場する。
アンクル
グリマスの叔父であるUncle O'Grimaceyというキャラクター。

### 敵キャラ
敵・ボス共に「ドナルドランド 完全攻略テクニックブック」（徳間コミュニケーションズ）から
参照している。名前の後の（仮称）は未確認のため暫定的に付けている。
タルコイル
ステージ1・10に登場。木箱の中に隠れており、ドナルドが近づくとその場で跳ね続ける。
ギャンバルン
ステージ1・10に登場。一定の範囲を左右にうろつきながら、ダイナマイトを投げてくる。
パンプキング
ステージ1・10に登場。タルコイルと動きが似ているが予め出現地点に爆弾を設置していないと倒せない。
トロッシー
ステージ1・2に登場。帽子をかぶった鳥で左右、あるいは上下に一定の範囲を飛んでいる。
ボール
ステージ1・2に登場。ペッカーが気をつつくと画面上部から出現。ステージ1では空中で旋回するが、ステージ2ではバウンドのみ。
ウォーターマン
ステージ2に登場。湖の中から突然飛び出した後、一定の範囲を左右にうろつく。
ナック
ステージ2に登場。道に迷って泣いている赤ん坊の姿だが、涙に当たるとダメージを受ける上、本体は無敵。
ラクガッキー
ステージ2に登場。グモンの描いた絵から抜け出した魚。左右か上下に動いており、足場にしないと進めない場所もある。
芋虫（仮称）
ステージ3に登場。木の枝を左右に行ったり来たりする。上から踏みつけて持たせるが得点は入らない。
蝶（仮称）
ステージ3に登場。左右か上下に一定の範囲を浮遊しており、リフト代わりとなり利用しないと先に進めない。
槍使い（仮称）
ステージ3に登場。左右一定の範囲を動きながら槍を投げてくる。
岩使い（仮称）
ステージ3に登場。槍使いに似た動きだが、こちらは岩を投げてくる。
焚火（仮称）
ステージ3に登場。煙を浮かべていて当たるとダメージ。焚火自体に当たり判定は無く、煙が飛ぶ前なら爆弾で倒せる。
ウィンド
ステージ4に登場。ドナルドを吸い込んでダメージを与えようとする。やり過ごしても背後から吸い込まれる場合もある。
ギヴミー
ステージ4に登場。物欲しがりな性格で空中を浮遊しながら近づき、ドナルドにくっつく。ダメージは無いが十字キーで振りほどく必要がある。
エンジェル
ステージ4に登場。天使の輪と羽を生やし、ニコニコ顔から醜悪な顔を交互に繰り返し、小刻みに跳躍しながら弓矢を打ってくる。
プラス・マイナス
ステージ4に登場。見た目通りプラスが赤でマイナスが青。それぞれ上下から近づき合体して後述のボルトになるが合体前に倒す事も可能。
ボルト
ステージ4に登場。前述のプラス・マイナスが合体した姿、左右一定の範囲を往復しながら4方向にスパークを放つ。
ボンボン
ステージ4に登場。ボスのグラッチェが口から吐き出す顔の付いた火の玉地形に沿って、ドナルドに向けてバウンドしてくる。2発続けて吐かれる時もある。
サンドギミー
ステージ5に登場。マントを被った泥棒で、ギャンバルンと似た動きをするが、こちらは黒い爆弾を投げてくる。
コンダル
ステージ5に登場。一定の範囲を浮遊しながら、ランダムに後述のスライムを落としてくる。
スライム
ステージ5・6・11に登場。コンダルやサイクロンが放ってくる。一定回数バウンド後に消える。
サボタインフラワー
ステージ5に登場。赤い本体からサボタインJRを一定間隔で転がしてくる。
サボタインJR（ジュニア）
ステージ5に登場。サボタインフラワーから一定間隔で放出されてドナルドに向けて転がってくる。
スパイダー
ステージ6・12に登場。一定の範囲を上下に動くのみ。赤と青の2種類があり、ステージ12では青に乗ると一定時間後に落下してしまう。
スケートン
ステージ6・9・12に登場。一定の範囲を左右に歩き時折頭を飛ばしてくる。胴体を倒さないと永久に頭は再生する。ステージ12のタイプは顔が凶悪になっている。
エンペラー
ステージ6・9に登場。階段状の地形をスキップしながら一定の範囲を往復しているのみ。
アイスマン
ステージ6に登場。青い帽子をかぶっており、その場から動かず一定間隔で氷を放ってくる。
ワニゲーター
ステージ7に登場。ピンクのワニで一定間隔で沼から出現して左右に動き回る。上に乗る事が可能で、利用しないと先へ進めない。
マットン
ステージ7に登場。泥のお化けで近づくと地面から現れて一定時間ドナルドの動きを封じた後地下に戻る。触れる前なら倒す事が可能。
ドロンキー
ステージ7に登場。ギャンバルンと同じ動きで触れると一定時間ドナルドの動きを封じる緑の泥を出してくる。
パンピョン
ステージ7に登場。普段は寝ているがドナルドが上に乗ると驚いてジャンプ台の代わりになる。利用しないと先へ進めない。
タマゲーター
ステージ7に登場。巨大なピンクのワニで攻撃はしないものの相手を驚かすのが好きなためか出現している間は、ドナルドの左右移動を封じてくる。
ドロンキー
ステージ7に登場。森の中の木の上に潜みウーメラと言う呪文でマウスを操る。本体は無敵だが、マウスはリフトとして利用可能。
マウス
ステージ7に登場。ドランキーに操られて浮遊している。上に乗る事もできるが倒す事も可能。
海賊1（仮称）
ステージ8に登場。ギャンバルンと同じ動きで、こちらは黒い爆弾を投げて攻撃してくる。
カモメ（仮称）
ステージ8に登場。眠そうな顔をしており、トロッシーと同じ動きをする。
凶悪な魚（仮称）
ステージ8に登場。ラクガッキーと同じ動きをするが、利用する必要は無い。
紫の犬（仮称）
ステージ8に登場。パンピョンと同じ習性を持つ。
クラゲ（仮称）
ステージ9に登場。水中をユラユラ揺れて、ドナルドに体当たりを仕掛けてくる。
ドン・ロドリゲス
ステージ9に登場。海上から船に乗って一定の範囲を左右に動き、水中へ爆弾を落としてくる。
タツコ
ステージ9に登場。近づいてきて吸い付こうとする、その場で上下に動きながら、ドナルドとリンゴ爆弾を押し戻す泡を吐くタイプがいる。
フグ（仮称）
ステージ9に登場。体を膨らませたり萎ませたりしながら、ドナルドに体当たりを仕掛けてくる。
ジョウズ
ステージ9に登場。ドナルドを積極的に飲み込んでくる。ダメージは無いが脱出してもすぐ飲み込まれやすく鬱陶しい。
マジョリータ
ステージ10に登場。その場に留まる、動き回る2タイプいて上から踏みつけると帽子を奪ってドナルドが一定時間無敵になる。
フードの敵（仮称）
ステージ11に登場。グレーのフードの下から眼だけが見えている。動きと攻撃方法は、ギャンバルンと同じで、こちらは白い球を投げてくる。
鳥2（仮称）
ステージ11に登場。見た目以外は、ステージ5の鳥と動きと攻撃方法は全く同じ。
バルーン
ステージ11に登場。グモンの城に続く森を監視する存在で点滅しながら浮遊して体当たりしてくる。足場としても利用可能。
女幽霊（仮称）
ステージ11に登場。見た目以外は、ナックと動きと攻撃方法は全く同じ。
トマホーク
ステージ12に登場。グモンの城を守る番人で一定の範囲を左右に動きつつ同時に斧を直線に投げてくる。

### ボスキャラ
ペッカー
ステージ1のボスで、突いた木から浮遊する3つのボールを出現させて攻撃する。ステージ2では通常の敵として登場しこの時のボールは単純なバウンドをする。
レッドウォーターマン
ステージ2のボスで、3ステージへの扉を守る。本体は時折ジャンプする以外は左右に移動するだけだが右側のナックが厄介。ちなみにナックは、このボスに捕らえられているという設定で、倒す事で助けたことになる。
ハボタカリタの像
ステージ3のボスで、地元の民に祀られている存在。一定間隔で当たると即死の炎を吐いてくる。中にバーディーが監禁されている。実は炎を吐いてないときに口の中に入ればクリアとみなされる。
グラッチェ
ステージ4のボスで城の奥深くで待ち受ける炎の恐竜。本体は動かないが、一定間隔で口からボンボンを吐いて攻撃してくる。
スカルスネーク
ステージ5のボスで町の奥深くにある宮殿でフライガイを捕えている乱暴な大蛇の化石。素早く動いてドナルドを翻弄する。頭部以外に当たると、ドナルドがダメージを受ける代わりに体長が短くなる。
サイクロン
ステージ6のボスで、グリマスを捕えている。時折小刻みにジャンプしながらスライムを単発で放つだけ。
バトルフラワー
ステージ7のボスで、グモンの魔力で数百年生き続けている。たらこ唇の根元は目を動かしているだけで、時折伸び縮みする先端から速度の違う弾を発射してくる。
ドミンゴ・ロドリゲス
ステージ8のボスで、キャプテン・クロックの偽者。左右に高速で動き回りながらダイナマイトを投げてくる。
オクトパス'31
ステージ9のボスで、グモンの命令でキャプテン・クロックを捕えている。ランダムで口から泡状のスミを吐き出して攻撃してくる。
ゴースト
ステージ10のボスで、ビッグマックポリスを捕えている。ワープを繰り返しながら点滅して現れて、ダイナマイトを投げてくる。後にステージ12でも通常の敵として登場。
脳みそ（仮称）
ステージ11のボスで、最終ステージであるグモンの城の門番でもある。初めは茂みに隠れており近づくと飛び出して体当たりしてくる。
リストン
ステージ12のボスで、手首のお化け。動きはスカルスネークと似ているが色が背景に溶け込み、先端の手の当たり判定が小さく動きも素早い。
ニセハンバーグラー
ステージ12のボスで、ハンバーグラーを捕えて自分が本物に成りすましている。画面をせわしなく飛び回りながら被っている帽子を投げつけて攻撃してくる。
グモン
ステージ12のボスで本作の最終ボス。グモン一族の長で凶悪なピエロの姿をしている。左右に浮遊しながら手にしているボール状の火の玉を投げて攻撃してくる。

## その他の要素
ハンバーガーショップの法則
バーガー、ポテト、ジュースを1種類ずつ購入すると実在のセットのようにお得になり、ミニゲームのプレイ回数も大幅に増える。
グモンの城にある隠し部屋
中盤のスケートンが出現するエリアで下に行くエレベーターに乗ると序盤ボスのBGMが流れる機械室がある。そこの右上へジャンプすると隠しショップに行かれる。同ステージ内でボンブを入手する唯一の方法。また、このエレベーターを使用すると近道もできる。
エンディングの分岐
一見ランダムにエンディングのシーンが選ばれると思えるが、実はクリア時のスコアを4で割った余りの数値で4パターンのエンディングのうちのどれかが自動的に選ばれる仕組みになっている。

## スタッフ
- プログラマー：石井誠一、GUMON、R.IJYUIN
- C.G.デザイナー：棈松和哉、TAKAYUKI.M、T.NAGAOKA、かんだあきら、MOTOKO.N
- サウンド・クリエイター：S.KAMIZONO、三浦孝史、酒井省吾
- ディレクター：中本博通
- プロデューサー：兼安時紀
- スペシャル・サンクス：M.OZAKI

## 評価
ゲーム誌『ファミコン通信』の「クロスレビュー」では、5・7・7・6の合計25点（満40点）となっている。レビュアーはマリオシリーズのようなよくあるアクションゲーム、キャラクターゲームで爆弾は放物線を描いで飛んでうまく当たらないのはユニークでやや欲求不満になる、斬新さは見劣りするがキャラが可愛い、面をクリアするごとに買い物ができるのが嬉しい、グラフィックが丁寧、ドナルドをゲーム化した理由はよくわからないがアメリカでもマリオは人気だから売ろうってことなのかもしれずBボタンでダッシュする点が同じなので受け入れられやすいのではないかとした。『ファミリーコンピュータMagazine』の読者投票による「ゲーム通信簿」での評価は18.31点（満30点）となっている。
| 項目 | キャラクタ | 音楽 | 操作性 | 熱中度 | お買得度 | オリジナリティ | 総合  |
| 得点 | 3.48       | 3.11 | 3.05   | 2.92   | 2.86     | 2.89           | 18.31 |